# ISTEC Business School
 (juillet 2013).
Si vous disposez d'ouvrages ou d'articles de référence ou si vous connaissez des sites web de qualité traitant du thème abordé ici, merci de compléter l'article en donnant les références utiles à sa vérifiabilité et en les liant à la section « Notes et références ».
L'ISTEC Business School, de son ancien nom complet Institut supérieur des sciences, techniques et économie commerciales, est une école supérieure de commerce et de marketing française.

## Historique
Fondée en 1961, l'ISTEC est une école supérieure de commerce et de marketing située dans le 10e arrondissement de Paris.
En 2018, l'ISTEC est acceptée au sein de la Conférence des grandes écoles.

## Présentation
Le diplôme de l'ISTEC confère le grade de Master. L'ISTEC est accessible à partir du baccalauréat par un concours ainsi que par admission parallèle pour niveaux supérieurs.
Enseignement et labels
- Diplôme Bac +3 Visé par le Ministère de l’Enseignement Supérieur, de la Recherche et de l’Innovation - RNCP Niveau 6[3]
- Diplôme Bac +5 Visé par le Ministère de l’Enseignement Supérieur, de la Recherche et de l’Innovation - Grade de Master - RNCP Niveau 7[4]
- Diplôme Bac +5, « Ingénieur d’Affaires » enregistrée au RNCP (Fiche RNCP 35760) sur décision du directeur de France Compétences à la suite de l’avis de la commission de la certification professionnelle du 08/07/2021, au niveau de qualification 7[5]

## Vie professionnelle

### Stages en entreprise
12 à 18 mois de stages et missions en France et à l’étranger pour valider le diplôme.

### Alternance
Les étudiants de l'ISTEC, en Programme Grande Ecole, ont la possibilité d'effectuer toutes leurs années d’études du Bac à Bac+5 en alternance sous contrat d’apprentissage ou sous contrat de professionnalisation.
De plus, l’ISTEC propose un Programme Bachelor de Bac à Bac+3 en alternance.

## Anciens élèves
- Jean-Luc Bret, promotion 1976, Président fondateur de la société La Croissanterie ;
- Christophe Alévêque, promotion 1986, humoriste.